# Pápa
Pápa è una città storica di 32 617 abitanti della contea di Veszprém, in Ungheria.
La popolazione discende in larga parte dagli immigranti provenienti dalla Germania, giunti in massa in Ungheria durante il XVIII secolo. La popolazione ebrea era circa di 1250 individui prima della seconda guerra mondiale, quasi completamente sterminata durante la pianificazione dell'olocausto. Pápa possiede un vasto centro storico, con antiche abitazioni restaurate, caffè, e musei, incluso il Kékfestő Múzeum ("Museo della vernice blu"), costruito in una fabbrica dismessa dove venivano prodotti vestiti dipinti di blu indaco, utilizzando un metodo ritenuto unico al mondo. La città è famosa per i suoi bagni termali, possiede una bella chiesa parrocchiale commissionata (con l'aiuto di artisti romani e danubiani) da Károly Esterházy in stile tardo-barocco e neoclassico, un'importante chiesa romanica e una scuola superiore calvinista; per questo motivo la città è considerata un importante centro religioso. Dal 1945 al 1983 è stata capoluogo di regione.

## Amministrazione

### Gemellaggi
| - Kampen - Gorlice - Schwetzingen - Casalecchio di Reno | - Lučenec - Covasna - Leinefelde |

## Sport

### Calcio
La squadra principale della città è il Lombard Pápa Termál.